# 玉渓市
玉渓市（ぎょくけい-し）は中華人民共和国雲南省に位置する地級市。

## 行政区画
2市轄区・1県級市・3県・3自治県を管轄する。
- 市轄区：
  - 紅塔区・江川区
- 県級市
  - 澄江市
- 県：
  - 通海県・華寧県・易門県
- 自治県：
  - 峨山イ族自治県・新平イ族タイ族自治県・元江ハニ族イ族タイ族自治県

| 玉渓市の地図 |
| --- |
| 紅塔区 江川区 澄江市 通海県 華寧県 易門県 峨山イ族 · 自治県 新平イ族タイ族 · 自治県 元江ハニ族イ族 · タイ族自治県 |

### 年表
この節の出典

#### 玉渓地区
- 1949年10月1日 - 中華人民共和国雲南省玉渓専区が成立。玉渓県・江川県・澂江県・河西県・通海県・華寧県・新平県・峨山県・昆陽県・晋寧県・呈貢県・易門県が発足。(12県)
- 1951年1月10日 - 峨山県が自治区に移行し、峨山県イ族自治区となる。(11県1自治区)
- 1954年7月20日 - 蒙自専区元江県を編入。(12県1自治区)
- 1955年6月1日 - 澂江県が澄江県に改称[3]。(12県1自治区)
- 1956年11月16日 - 河西県・通海県が合併し、杞麓県が発足。(11県1自治区)
- 1956年11月26日 - 峨山県イ族自治区が県制施行し、峨山イ族自治県となる。(11県1自治県)
- 1958年4月4日 - 昆陽県が晋寧県に編入。(10県1自治県)
- 1960年1月4日 - 杞麓県が通海県に改称。(10県1自治県)
- 1960年9月13日 (8県1自治県)
  - 江川県が玉渓県に編入。
  - シーサンパンナ・タイ族自治州鎮沅県の一部が新平県に編入。
  - 呈貢県が晋寧県に編入。
- 1960年9月22日 - 晋寧県が昆明市に編入。(7県1自治県)
- 1962年3月27日 - 玉渓県の一部が分立し、江川県が発足。(8県1自治県)
- 1970年 - 玉渓専区が玉渓地区に改称。(8県1自治県)
- 1979年12月26日 (6県3自治県)
  - 新平県が自治県に移行し、新平イ族タイ族自治県となる。
  - 元江県が自治県に移行し、元江ハニ族イ族タイ族自治県となる。
- 1983年9月9日 - 玉渓県が市制施行し、玉渓市となる。(1市5県3自治県)
- 1984年12月5日 - 紅河ハニ族イ族自治州紅河県の一部が元江ハニ族イ族タイ族自治県に編入。(1市5県3自治県)
- 1997年12月13日 - 玉渓地区が地級市の玉渓市に昇格。

#### 玉渓市
- 1997年12月13日 - 玉渓地区が地級市の玉渓市に昇格。(1区5県3自治県)
  - 玉渓市が区制施行し、紅塔区となる。
- 2015年12月3日 - 江川県が区制施行し、江川区となる。(2区4県3自治県)
- 2019年11月20日 - 澄江県が市制施行し、澄江市となる。(2区1市3県3自治県)

## 交通

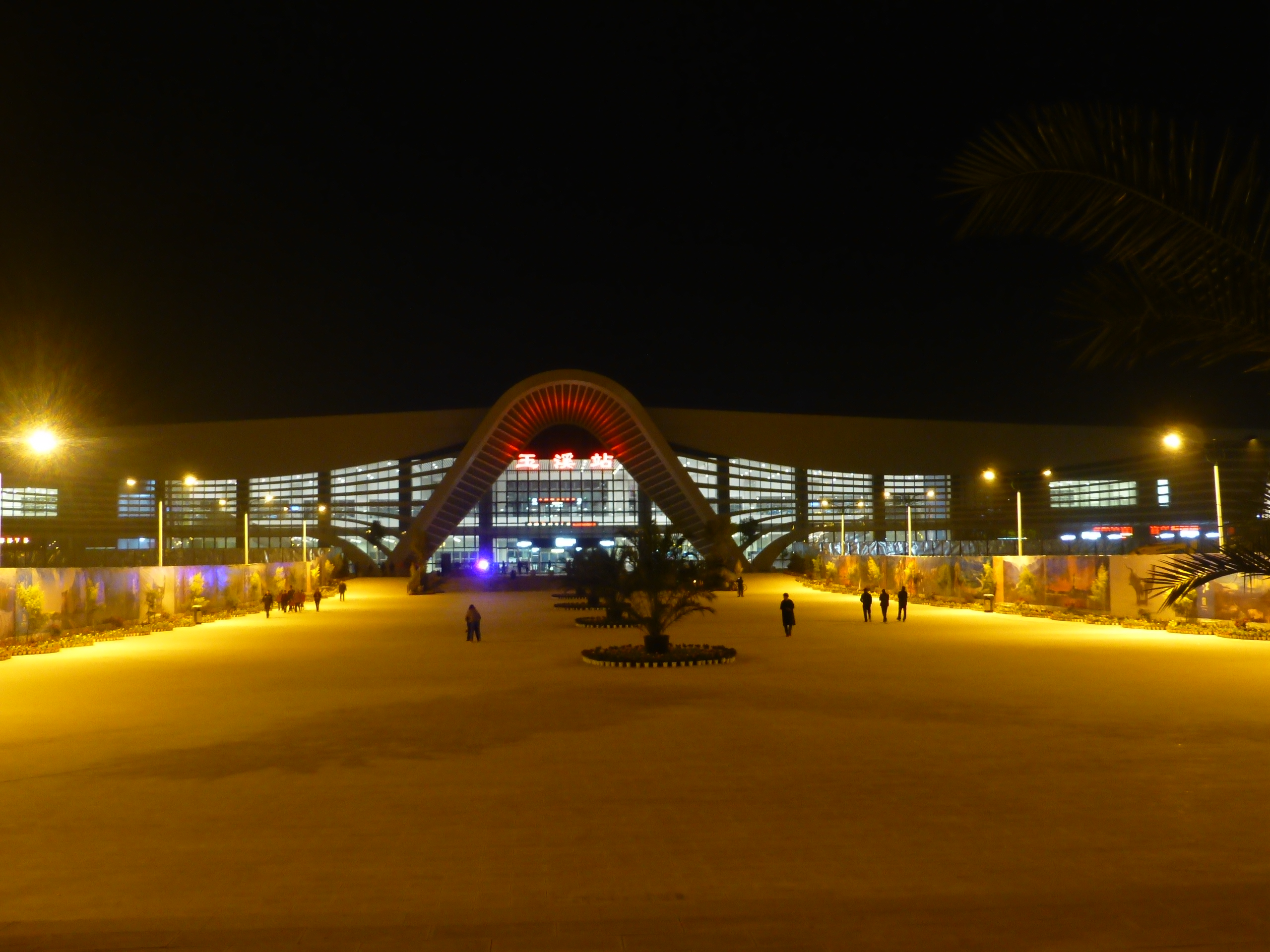
昆玉河線玉渓駅の夜景

### 鉄道
- 中国国家鉄路集団
  - 昆玉河線
  - 玉磨線

### 道路
- 高速道路
  - 汕昆高速道路・広昆高速道路（重複区間）
  - 昆明環状高速道路
  - 天猴高速道路
  - 昆磨高速道路
  - S18 武易高速道路
  - S26 呈澄高速道路
  - S26 通建高速道路
  - S33 晋紅高速道路
  - S34 玉江高速道路
- 国道
  - G213国道
  - G323国道